# Dead Serious
Dead Serious è l'album in studio d'esordio del gruppo musicale hip hop statunitense Das EFX, pubblicato il 7 aprile 1992 dalla East West e commercializzato dall'Atlantic Records.

## Il disco
Dead Serious ha ricevuto critiche molto positive ed è stato un successo commerciale, lanciato dai singoli Mic Checka e They Want EFX, che ha scalato le classifiche fino a raggiungere la posizione numero 25 nella Billboard Hot 100 e il primo posto nella US Hot Rap Singles. All Music gli assegna 5 stelle su 5.
L'album raggiunge la sedicesima posizione nella Billboard 200 e la prima posizione nella R&B albums

## Background
William "Skoob" Hines cresce nel quartiere di Crown Heights, Brooklyn. Andre "Krazy Drayz" Weston nasce in Giamaica, per poi trasferirsi ancora bambino negli USA crescendo a Union City e Teaneck, nel New Jersey. Entrambi iniziano a fare rap alle superiori, Hines con Tony Lynch, fratello di Derek Lynch, quest'ultimo poi futuro produttore dei Das EFX. Tuttavia, Lynch era il primo DJ di Hines e non voleva iniziare a produrre subito. Hines e Weston iniziano a fare rap assieme dopo essersi incontrati all'Università della Virginia nel 1988. Hines e Weston iniziano a lavorare con i produttori di Brooklyn Chris Charity e Derek Lynch, entrambi amici di Hines dalle superiori: Charity e Lynch formano una squadra di produzione usando il nome Solid Scheme Music. In questo periodo, Hines e Weston scelgono il nome per il proprio gruppo: il nome deriva da un acronimo dei loro due soprannomi, Skoob e Dray, mentre "EFX" deriva dal loro voler costantemente che i loro produttori aggiungessero il riverbero alle loro voci quando erano in studio. «Quindi è stato Sad EFX per un minuto, ma alla fine non aveva realmente molto senso, quindi lo abbiamo cambiato in Das EFX.»
All'inizio del 1991, i Das EFX sentono che gli EPMD avevano creato un talent show in un locale di Richmond, Virginia e decidono di andarci. Hines e Weston eseguono Klap Ya Handz, brano prodotto da Dexx, un produttore di Crown Heights, e apparentemente ottengono il punteggio più alto nel talent show, che prevedeva $ 100 al vincitore del concorso. Nonostante ciò, secondo Weston, Parrish Smith degli EPMD, annuncia di dare il premio al secondo gruppo classificato. Mentre il secondo gruppo sale sul palco a prendere il premio, Smith chiede al duo: «cosa avreste preferito, 100 dollari o un contratto discografico?» Smith e un altro gruppo degli EPMD decidono di riascoltare Klap Ya Handz e dicono a Weston ed Hines che nel caso riescano fare altre nove canzoni come quella avranno un contratto.
Nel 1991, i Das EFX firmando con la GMC Productions degli EPMD e diventano parte del collettivo Hit Squad. Il materiale per il loro album d'esordio è registrato agli Firehouse Studios di Brooklyn e nello studio di produzione degli EPMD a Long Island. Il duo, seguito all'epoca anche dalla Jive Records, firma un contratto verso la fine del 1991 con la Atlantic Records, filiale della East West Records.

## Recensioni
| Recensione       | Giudizio   |
| ---------------- | ---------- |
| AllMusic         | [ 1 ]      |
| Robert Christgau | *          |
| RapReviews       | 9/10       |
| The Source       | [ 11 ]     |
| Spin             | favorevole |
| Trouser Press    | favorevole |

Dead Serious provoca immediata sensazione dopo la sua uscita nel marzo 1992. L'album ottiene la certificazione di platino supportato dai singoli Mic Checka e They Want EFX. Ottiene recensioni molto positive dai critici del settore, tra cui quelli della rivista The Source che paragonano lo stile lirico del duo a quello di Busta Rhymes, Treach e degli EPMD, dando all'album un voto di 4 mic su 5.
Stanton Swihart per AllMusic assegna all'album un punteggio perfetto di 5/5 stelle, scrivendo: «i Das EFX - parte del collettivo della Def Squad EPMD - hanno avuto un grande successo nel 1992 con il loro album d'esordio e la loro hit They Want EFX che era addirittura citata nella serie televisiva Beverly Hills 90210. Quel Dead Serious [...] non era solo accattivante, era anche enormemente influente, promuovendo interamente un unico flusso di rime che avrebbe influenzato ogni altro rapper allo stesso modo, dai novizi a quelli già presenti da anni. [...] è stato uno stile completamente originale nel 1992 - una delle ragioni per cui ha avuto grande impatto sia nel mondo insulare dell'hip-hop sia nel pubblico più ampio - ma ha avuto anche una rinfrescante rilassatezza che si è prestata alla radio commerciale.»

## Tracce
1. Mic Checka – 3:54 (testo: Solid Scheme, Andre Weston, Willie Hines – musica: Solid Scheme)
2. Jussummen – 3:29 (testo: Weston, Hines, Solid Scheme – musica: Solid Scheme)
3. They Want EFX – 3:39 (testo: Weston, Hines – musica: Kevin Birdsong, Marcus Logan co-produttori.)
4. Looseys – 2:50 (testo: Weston, Hines, Solid Scheme – musica: Solid Scheme)
5. Dum Dums – 3:50 (testo: Weston, Hines, Solid Scheme – musica: Solid Scheme)
6. East Coast – 4:29 (testo: Weston, Hines, Solid Scheme – musica: Solid Scheme)
7. If Only – 4:02 (testo: Solid Scheme, Weston, Hines – musica: Stanley Turrentine, Solid Scheme)
8. Brooklyn to T-Neck – 4:01 (testo: Weston, Hines, Solid Scheme – musica: Solid Scheme)
9. Klap Ya Hanz – 4:07 (testo: Weston, Hines – musica: David Porter, Andre Weston, Willie Hines, Dexter James co-produttore.)
10. Straight Out the Sewer – 3:22 (testo: Weston, Hines, Solid Scheme – musica: Solid Scheme)

Durata totale: 37:43

## Classifiche

### Classifiche settimanali
| Classifica (1992)         | Posizione massima |
| ------------------------- | ----------------- |
| Stati Uniti               | 16                |
| US Top R&B/Hip-Hop Albums | 1                 |

### Classifiche di fine anno
| Classifica (1992)         | Posizione massima |
| ------------------------- | ----------------- |
| Stati Uniti               | 78                |
| US Top R&B/Hip-Hop Albums | 16                |